# Authenticiteit (filosofie)
Authenticiteit is de mate waarin iemand trouw is aan zijn eigen persoonlijkheid, geest, of karakter, ondanks externe krachten en invloeden. Het is een technische term in de existentialistische filosofie. In deze filosofie wordt het bewuste zelf gezien als iets wat een adequaat begrip moet vormen van het zijn in de materiële wereld en van het omgaan met externe krachten en invloeden die erg verschillend en anders zijn dan zichzelf.

## Verschillende zienswijzen
Het is moeilijk te bepalen wat de oorsprong is van de contemporaine notie van authenticiteit. Schrijvers die zich met het onderwerp authenticiteit hebben beziggehouden, hebben vaak geprobeerd hun visies te funderen in werken uit vele historische perioden. Seculiere en religieuze noties van authenticiteit hebben eeuwenlang gelijktijdig bestaan onder verschillende vermommingen; misschien is de vroegste versie van authenticiteit die onverminderd populair blijft Socrates' leer dat "het ononderzochte leven niet het leven waard is".
In de 20e eeuw hebben discussies over authenticiteit zich voornamelijk geconcentreerd rond de groep schrijvers die we existentialistisch noemen, waar de term ook ontstond. Bekende prominenten onder deze zijn:
- Søren Kierkegaard
- Martin Heidegger
- Jean-Paul Sartre

Door deze schrijvers wordt het bewuste zelf beschouwd als iets wat zich een adequaat begrip moet vormen van het zijn in de materiële wereld en van het omgaan met externe krachten en invloeden die erg verschillen van zichzelf; authenticiteit is één wijze waarop het zelf handelt en verandert in reactie op deze impulsen.
Authenticiteit is vaak "op de grenzen" van de taal; het is vaak negatief gedefinieerd als de negatieve ruimte rond onauthenticiteit, met verwijzing naar voorbeelden van onauthenticiteit. Sartres romans zijn waarschijnlijk de gemakkelijkste toegang tot deze wijze van het beschrijven van authenticiteit: ze bevatten vaak karakters en antihelden die hun handelen baseren op externe druk — de druk om zich als een bepaald soort persoon voor te doen, de druk om een specifieke levenswijze aan te nemen, de druk om de eigen morele en esthetische bezwaren te negeren om een comfortabeler bestaan te creëren. Zijn werk omvat ook karakters die de oorzaken en redenen van hun eigen handelen niet kennen of begrijpen, of die cruciale feiten over hun eigen levens negeren om ongemakkelijke waarheden te vermijden; dit verbindt zijn werk met de filosofische traditie.
De "verwarrende" ervaring van absolute vrijheid is volgens Sartre de noodzakelijke voorwaarde voor de staat van authenticiteit, maar kan zodanig onplezierig zijn dat het mensen leidt tot onauthentieke levenswijzen.
Door alle schrijvers wordt authenticiteit gezien als een zeer algemeen concept, dat niet verbonden is aan een singuliere politieke of esthetische ideologie. Dit is een essentiële eigenschap van authenticiteit: omdat het de relatie van een persoon met de wereld betreft, kan het niet verworven worden door simpelweg een verzameling acties te herhalen, of een set posities in te nemen. Op deze wijze is authenticiteit verbonden met creativiteit: de impuls tot handelen moet vanuit de persoon zelf komen, en niet extern worden opgelegd. Heidegger voert deze notie tot het extreme, door in zeer abstracte termen te spreken over levensvormen; zijn terminologie werd overgenomen en gesimplificeerd door Sartre in zijn filosofische werken. Kierkegaards werk (zoals de "Lofrede op Abraham" uit zijn Vrees en Beven) concentreert zich vaak op Bijbelse verhalen die (natuurlijk) niet direct te imiteren zijn. Sartre, zoals boven genoemd, concentreerde zich op onauthentiek bestaan om daarmee de schijn van de beschrijving van normatieve levenswijzen te vermijden.
De meeste schrijvers over onauthenticiteit in de [20e eeuw vonden de dominante culturele normen onauthentiek; niet alleen omdat ze opgelegd leken te zijn, maar ook omdat ze, van nature, mensen noodzaakten zich onauthentiek te gedragen ten opzichte van hun eigen verlangen, de ware redenen voor het handelen verdoezelend. Adverteren, in zoverre het poogde mensen een reden te verschaffen om iets te doen die ze nog niet bezaten, was een standaardvoorbeeld van de wijze waarop de Westerse cultuur het individu vervormde ten bate van externe redenen. Rassenrelaties worden gezien als een andere beperking van authenticiteit, aangezien ze het individu verplichten zich met anderen te associëren op grond van externe eigenschappen. Een vroeg voorbeeld van de verbinding tussen onauthenticiteit en kapitalisme werd door Karl Marx gecreëerd, wiens noties van "vervreemding" verwant is aan het latere discours over het wezen van onauthenticiteit.
Zodoende hebben degenen die gepreoccupeerd waren met authentiek leven vaak ongewone levens geleid, die afweken van de culturele normen; de opkomst van de tegencultuur in de jaren '60 in Europa en Amerika werd door velen gezien als een nieuwe kans om een authentiek bestaan te leven. Velen, echter, hebben erop gewezen dat iemand die ongewoon leeft, niet noodzakelijk in een authentieke bestaanswijze is. De relatie tussen de schending van culturele normen en authenticiteit is echter sterk en reëel, en zet zich ook heden ten dage nog onverminderd voort: onder artiesten die expliciet de conventies van hun beroep schenden, bijvoorbeeld. De relatie tussen onauthenticiteit en kapitalisme is vervat in de notie van "uitverkoop", die gebruikt wordt om een artiest te beschrijven wiens werk onauthentiek is geworden na verwerving van commercieel succes en een zekere daaraan inherente integratie in een onauthentiek systeem.
Als authenticiteit alleen in zeer abstracte termen beschreven kan worden, of slechts op negatieve wijze (onauthenticiteit), wat kan er dan rechtstreeks over gezegd worden? Alle schrijvers zijn het erover eens dat authenticiteit onder meer het volgende is:
- Iets wat nagejaagd kan worden als een doel dat intrinsiek is in "het goede leven".
- Intrinsiek moeilijk te realiseren, deels door de sociale druk om onauthentiek te leven, deels door het eigen karakter van een persoon.
- Een staat van openbaring, waarin iemand zichzelf en anderen, soms zelfs dingen, op een radicaal nieuwe wijze beschouwt.

Toegevoegd zou kunnen worden dat de meeste, hoewel niet alle, schrijvers overeengekomen zijn dat authenticiteit ook:
- zelfkennis vereist,
- iemands relaties met andere mensen radicaal verandert,
- een eigen set morele verplichtingen met zich meebreng,
- gerealiseerd kan worden, onafhankelijk van ras, geslacht of klasse.

De notie van authenticiteit past ook in de utopische ideologie, in zoverre als velen geloven dat een utopie:
- Authenticiteit onder haar burger behoeft, of
- Fysieke en economische barrières zou verwijderen, om authenticiteit na te kunnen streven.

## Kritiek
Authenticiteit heeft paradoxale elementen:
- Sartre illustreerde deze in uiteenlopende werken, door te wijzen op het conflict dat kan ontstaan tussen het zien van zichzelf als een wezen dat uniek is en verschillend van de rest van de wereld, en het bestaan van dit zelf in een wereld die evident andere en soortgelijke wezens bevat.
- Wanneer authenticiteit als een doctrine wordt bezien, heft het zichzelf op, omdat het hierdoor wordt geclassificeerd en deel wordt van het niet-zelf, mogelijk zelfs een object van methodische studie onder anderen; het wordt in wezen een gedeelde (externe) ideologie. Dit is tegengesteld aan de notie van een individueel zelf dat zijn eigen wezen onafhankelijk van concurrerende externe ideologieën zoekt.
- Een andere kritiek is dat de oplossing van Sartres problemen tot een compromis noodzaakt, dat het mogelijk maakt voor alle unieke individuen om op een wijze samen te bestaan die voor allen acceptabel is. Daarvoor is een gedeelde ethiek of moraal nodig, die de authenticiteit beperkt.
- Omdat authenticiteit zo'n ongrijpbaar concept is en nooit bevredigend gedefinieerd kan worden, kan het worden gezien als een bedreiging van rationaliteit of Verlichtingsideeën over de doorzichtigheid van wetgeving.